# Flammenwerfer 35
Flammenwerfer 35, hay FMW 35 là một loại súng phun lửa được sử dụng trong chiến tranh thế giới thứ II sử dụng để tấn công vào chiến hào và các tòa nhà. Nó có thể phun nhiên liệu xa đến 25 mét từ xạ thủ.
Nó có trọng lượng 35,8 kg (79 lb), và chứa hơn 11,8 lít (2,6 imp gal; 3,1 US gal) dầu lửa, (Flammöl 19), xăng dầu trộn lẫn với nhựa để làm cho nó nặng hơn và để cho nó phun xa hơn,đã được thắp lên bởi một mồi hydro cho khoảng 10 giây sử dụng liên tục. Các thiết bị đốt được kích hoạt cùng một lúc với van tụ động bên trong các ống bảo vệ. Flammenwerfer 35 được sản xuất cho đến năm 1941, Flammenwerfer 41 (FMW 41) đã bắt đầu thay thế nó.
Trong các giai đoạn sau của nó, phần kích hoạt và mõm của Flammenwerfer được ngụy trang lên để trông giống như một khẩu súng trường bộ binh tiêu chuẩn trong một nỗ lực để che giấu các xạ và giữ cho chúng khỏi bị một tay súng bắn tỉa kẻ thù

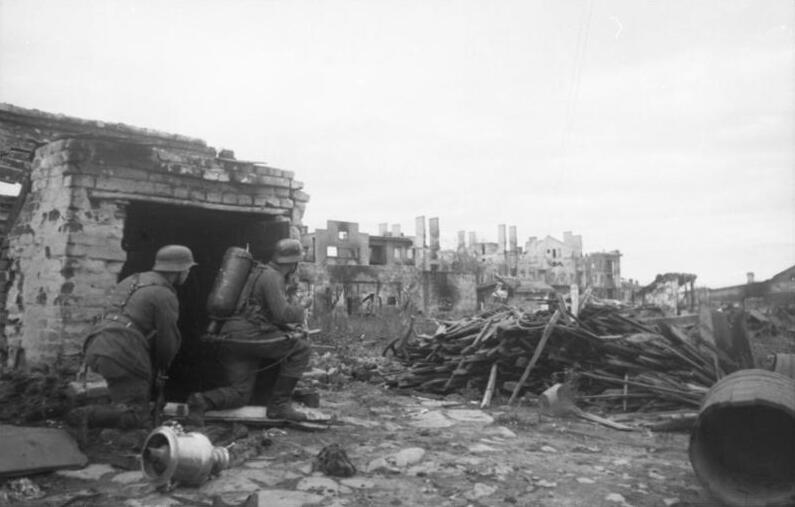
Flammenwerfer 35